# LIAZ 300
LIAZ 300 byla řada nákladních automobilů vyráběná ve firmě LIAZ. Vychází z předchozích řad 100 a 200. Oproti předchozím řadám má výše položenou kabinu, plastové lišty pod nárazníky, jiné přední blatníky, novou převodovku, více možných náprav, motorů a velikostí kabin a další rozdíly. Řada se začala vyrábět roku 1993 a přestala o deset let později. Řada 300 je, co se týče počtu různých variant, nejrozmanitější řadou z produkce Liazu.

## Konfigurace
4x2 – dvě nápravy, přední řiditelná, zadní poháněná 

4x4 – dvě nápravy, přední řiditelná, obě poháněné

4x4 AWS – dvě nápravy, obě řiditelné, obě poháněné 

6x2.2 – tři nápravy, přední řiditelná, prostřední poháněná, zadní zdvihatelná 

6x2.4 – tři nápravy, přední a prostřední řiditelná, zadní poháněná 

6x4 – tři nápravy, přední řiditelná, prostřední a zadní poháněné 

6x4.4 – poháněny jsou přední a zadní náprava. Přední a prostřední jsou řiditelné. 

6x6 – tři nápravy, přední řiditelná, všechny poháněné 

8x4 – čtyři nápravy. První dvě řiditelné, zadní dvě poháněné. Pouze prototyp 

## Kabiny
krátká – kabina pro denní použití

střední – kabina s lůžkem za sedadly

maxi – vysoká kabina pro dálkové jízdy

dlouhá – pro vícečlennou posádku (až 9 míst) 

krátká předsunutá – pouze speciální vozidla 

krátká Steyr – pro řadu lehkých rozvážkových vozů řady S

## Závodní vozy řady 300
LIAZ 13.50 PA/J AWS byl speciální vůz vyrobený pro Mistrovství Evropy v truck-trialu. Měl poháněné obě dvě nápravy, které byly i řiditelné. Motor byl uložen nezvykle vzadu na rámu. Tento vůz startoval v Mistrovství Evropy v letech 1995, 1996 a také v několika závodech v roce 1997. Pro sezonu 1998 byl opatřen kabinou řady 400.

Největší úspěchy vozu 13.50 PA/J AWS:

1. místo v seriálu Mistrovství Evropy v truck-trialu 1995

LIAZ 300.471 se účastnil seriálu Evropského poháru tahačů v letech 1996 a 1997. Jeho předchůdcem byl typ 250.471. 

Největší úspěchy vozu 300.471:

3. místo v seriálu Evropského poháru tahačů 1997